# Sasso (cardinal)
Pour les articles homonymes, voir Sasso.
Sasso (né à Anagni, dans le Latium, Italie, alors dans les États pontificaux, et mort mi-1136) est un cardinal italien de l'Église catholique du XIIe siècle, nommé par le pape Pascal II.

## Biographie
Sasso est secrétaire apostolique et auditeur au palais apostolique.
Le pape Pascal II le  crée  cardinal  lors du consistoire de 1117. Il est légat apostolique près de l'empereur Henri V. Sasso participe à l'élection du pape Gélase II en 1118 et du pape Honoré II en 1124. Il participe aussi à l'élection de l'antipape Anaclet II et est nommé chancelier de la Sainte-Église. Il est probablement privé de son titre cardinalice par le pape Innocent II.